# 蘇珊娜·魯賓斯坦
蘇珊娜·魯賓斯坦（德語：Susanna Rubinstein，1847年9月20日—1914年3月29日）是一名奧地利心理學家，也是第一位獲得瑞士伯恩大學博士學位的女性。

## 生平

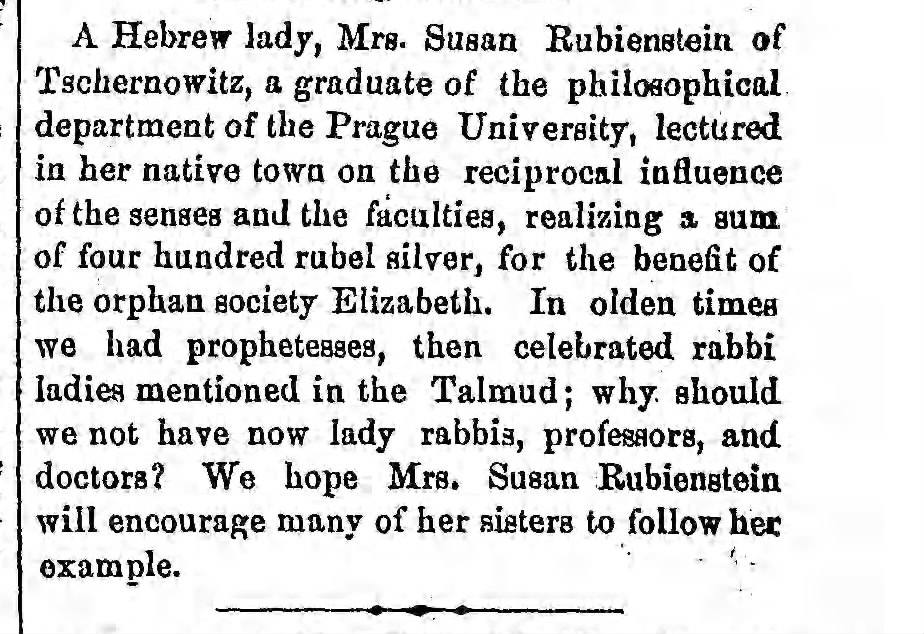
1871年《美國以色列人》有關蘇珊娜·魯賓斯坦的報導（1871年5月19日，第9頁）

魯賓斯坦於1847年9月20日出生在切爾諾夫策的猶太家庭。父親是銀行家和國會議員伊薩克·魯賓斯坦（Isak Rubinstein），母親在她年幼時就去世了。
她和她的三個兄弟姊妹受到極大的鼓勵去追求學業，儘管那時的女孩往往被剝奪了這個機會。（1898年，切爾諾維茨最終開設了一所女子高中，而女子文法學校則是在第一次世界大戰之前的幾年才建立的。）
一開始，她的父親安排魯賓斯坦上私人課程，但到了高中畢業時，她無法參加家教的必要考試，於是她在一所男子高中的學術委員會面前參加了考試。
1870年春，魯賓斯坦繼續在布拉格大學攻讀心理學和德國文學，三年後又到萊比錫大學深造。在被瑞士巴塞爾的博士課程拒諸門外之後，她進入了伯恩大學，並於1874年獲得心理學和德國文學的博士學位。她也因此成為伯恩大學第一位獲得博士學位的女性。她的論文是《關於感官和敏感的感官》（Uber die sensoriellen und sensitiven Sinne）。
完成博士學位後，魯賓斯坦在德國停留一年，造訪萊比錫、海德堡和慕尼黑。
她於1878年的著作《心理美學論文》（Psychologisch-Asthetische Essays）被稱為「對人類情感研究的重大貢獻」。該書於2012年再版（Nabu Press，ISBN 978-1277814729）。
魯賓斯坦於1914年3月29日在德國维尔茨堡逝世，享年66歲。

## 著作
- Psychologisch-ästhetische Essays (Heidelberg, 1878)
- Aus der Innerwelt. Psychologische Studien (Leipzig, 1888)
- Ein individualistischer Pessimist. Beitrag zur Würdigung Philipp Mainländers. (Leipzig, 1894)
- Eine Trias von Willensmetaphysikern. Populär-philosophische Essays. (Leipzig, 1896)
- Schiller-Probleme. (Leipzig, 1908)
- Lexikalischer Schiller-Kommentar  (Berlin, 1913)

## 外部連結
- Portrait （页面存档备份，存于） from the collections of New York Public Library